# 蓝田街道 (泸州市)
蓝田街道，是中华人民共和国四川省泸州市江阳区下辖的一个乡镇级行政单位。

## 行政区划
蓝田街道下辖以下地区：
宪桥社区、牛市坎社区、东升桥社区、特林桥社区、川南矿区社区、上坝村、下坝村、何家坝村、新华村、五星村、红岩村、杨桥村、梨子园村、红光村、肖湾村、宝珠村、红星村、石岭村、火车村、战斗村和东风村。